# 스밀로수쿠스
스밀로수쿠스(학명:Machaeroprosopus gregorii)는 악어목 피토사우루스과에 속하는 악어이다. 지금은 멸종된 악어로 몸길이는 7~12m가 되는 거대한 악어에 속한다.

## 특징
스밀로수쿠스는 머리꼭대기가 콧구멍에 가깝다는 특징이 있다. 이러한 제기 콧구멍을 지원하는 해부학의 문장으론 다른 피토사우루스과에 속하는 종들보다 큰 것이 특징이다. 두개골의 크기는 매우 크고 턱이 매우 짧고 넓으며 이빨은 단일 이빨의 모습으로 입의 앞쪽에 큰 엄니가 들어서 먹이를 찔렀고 입의 뒤쪽에는 더 가깝게 먹잇감의 살을 자르는 칼날과 같은 이빨이 존재한다. 상아는 초식성 먹이를 자르는 데에 적합한 이빨이 주부의 끝에 있는 벌지 위에 장착된다. 그러한 스퀴모살 뼈의 프로세스는 짧고 강력한 물린을 나타내는 큰 크기의 상아와 결합하여 육식성의 먹이를 사냥하는 데에 도움을 줬을 것으로 시사된다. 먹이로는 당대에 서식하던 물고기, 갑각류, 양치식물과 같은 육식성과 초식성의 먹이를 골고루 먹는 잡식성의 악어로 추정된다.

## 생존시기와 서식지와 화석의 발견
스밀로수쿠스가 생존하던 시기는 중생대의 트라이아스기 후기로 지금으로부터 약 2억년전~1억 8000만년전에 생존했던 악어이다. 생존했던 시기에는 북아메리카를 중심으로 하는 강과 호수에서 주로 서식했던 종이다. 화석의 발견은 1930년에 미국의 트라이아스기에 형성된 지층에서 처음으로 발굴이 되어 새롭게 명명된 종이다.

## 같이 보기
- 악어
- 중생대
- 쥐라기
- 화석
- 파충류